# 昂爾茲烏島

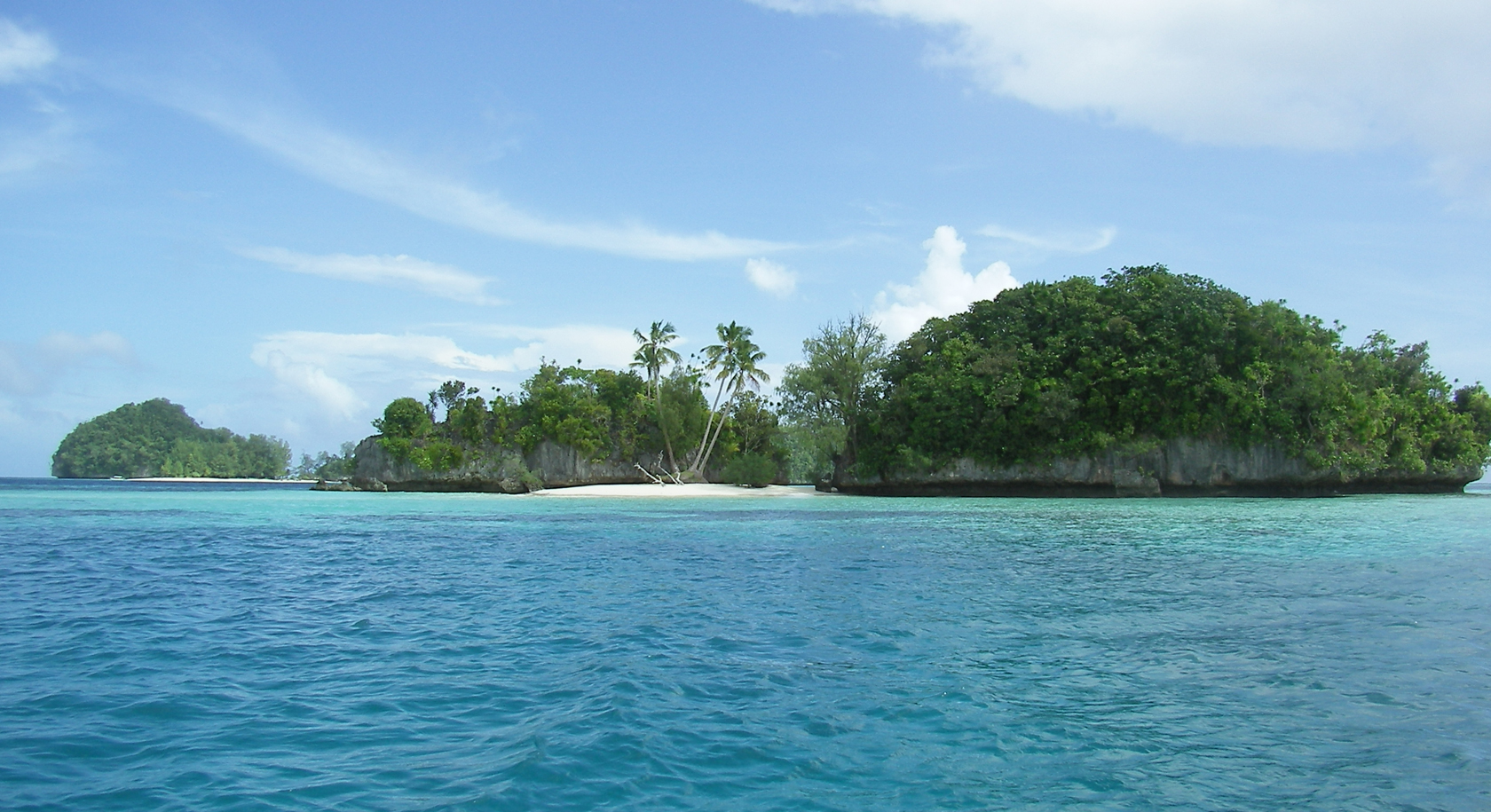

昂爾茲烏島是帛琉的島嶼，位於佩萊利烏島西北約5公里的太平洋海域，長1.4公里、寬0.8公里，面積1平方公里，最高點海拔高度31米，島上人口僅20人。

## 外部連結
- Carp Island Resort (engl. / bebildert)
- Übersichtskarte der südlichen Rock Islands （页面存档备份，存于）